# Олександр Щербань
1. REDIRECT Щербань Олександр Олексійович

Український митець, художник. 
Народився 3 вересня 1958 року у місті Київ.
1970-1977 роки — навчався у Республіканський художній середній школі, зараз це Київський державний художній ліцей імені Тараса Шевченка в одному класі з Вайсберг Матвій Семенович.
1978-1979 роки — був учнем Зарецький Віктор Іванович у його майстерні на вулиці Філатова в Києві.
1980-1986 роки — навчався та закінчив Київський державний художній інститут (зараз Національна академія образотворчого мистецтва і архітектури). Був на одному курсі разом з Савадов Арсен Володимирович.
Понад 20 років Олександр Щербань розписував церкви. Серед його досягнень — Введенська церква (Поділ) та Воскресенська церква (Зазим'я)
Учасник виставок:
1990 рік — Всеукраїнська художня виставка "Весна-90".
1991 рік — Всеукраїнська художня виставка присвячена 500-річчю Українського козацтва.
1993 рік — Всеукраїнська художня виставка "Голодомор-33".
1994 рік — Всеукраїнська художня весняна виставка.

Роботи Олександра Щербаня відрізняються м'яким світлом та колористичним рішенням, завдяки яким у митця з'являється можливість керувати емоціями своїх глядачів.